# Homînske, Milove
Homînske (în ucraineană Хоминське) este un sat în comuna Mîkilske din raionul Milove, regiunea Luhansk, Ucraina.

## Demografie
Componența lingvistică a localității Homînske
     Ucraineană (91,57%)
     Rusă (8,43%)
Conform recensământului din 2001, majoritatea populației localității Homînske era vorbitoare de ucraineană (91,57%), existând în minoritate și vorbitori de rusă (8,43%).